# Jevgeni Kobernjak
Jevgeni Aleksandrovitsj Kobernjak (Russisch: Евгений Александрович Коберняк; Sint-Petersburg, 24 januari 1995) is een Russisch wielrenner die anno 2019 rijdt voor Gazprom-RusVelo.

## Carrière
Als junior werd Kobernjak in 2013 derde op het nationale kampioenschap tijdrijden, achter Nikolaj Tsjerkasov en Vladimir Iltsjenko. Later dat jaar werd hij dertigste in de tijdrit op het wereldkampioenschap.
In 2016 won Kobernjak, met een voorsprong van acht punten op Enric Mas, het bergklassement van de Carpathian Couriers Race. Een jaar later werd hij tweede in de derde etappe van de Vijf ringen van Moskou, achter Sergej Rostovtsev. In het eindklassement werd hij derde en omdat hij in drie etappes bij de beste vijf renners eindigde won hij het puntenklassement. Nadat hij in juli dertiende was geworden in het eindklassement van de Ronde van Italië voor beloften mocht hij vanaf het eind van die maand stage lopen bij Gazprom-RusVelo. Tijdens die stageperiode nam hij onder meer deel aan de Ronde van Burgos en de Ronde van de Drie Valleien.
In 2018 werd Kobernjak prof bij de ploeg waar hij het jaar ervoor stage liep. In zijn eerste seizoen bij de ploeg nam hij onder meer deel aan Milaan-San Remo en werd hij zevende in het nationale kampioenschap op de weg.

## Overwinningen
2016
Bergklassement Carpathian Couriers Race
2017
Puntenklassement Vijf ringen van Moskou

## Resultaten in voornaamste wedstrijden
|      | \| Jaar \| Milaan-San Remo \| \| ---- \| --------------- \| \| 2018 \| 164e \| |
| Jaar | Milaan-San Remo                                                                |
| 2018 | 164e                                                                           |

## Ploegen
- 2017 –  Gazprom-RusVelo (stagiair vanaf 28 juli)
- 2018 –  Gazprom-RusVelo
- 2019 –  Gazprom-RusVelo

Arslanov · Bojev · Broett · Firsanov · Foliforov · Jersjov · Kozontsjoek · Lagoetin · Majkin · Nikolajev · Nytsj · Ovetsjkin · Porsev · Rovny · Rybalkin · Savitski · Sjaloenov · Solomennikov · Svesjnikov · Troesov · Vorobjov · Zakarin · Kobernjak (stagiair) · Koerjanov (stagiair) · Tsjerkasov (stagiair)
Arslanov · Bojev · Firsanov · Foliforov · Kobernjak · Koerjanov · Kozontsjoek · Lagoetin · Majkin · Nytsj · Porsev · Rovny · Rybalkin · Sjaloenov · Sjilov · Troesov · Tsjerkasov · Vlasov · Koelikov (stagiair) · Koelikovski (stagiair) · Nekrasov (stagiair)
Arslanov · Bojev · Jevtoesjenko · Kobernjak · Koelikov · Koelikovski · Koerbatov · Koerjanov · Nekrasov · Nytsj · Porsev · Rikoenov · Rovny · Rybalkin · Sjaloenov · Sjilov · Stasj · Tsjerkasov · Vlasov · Vorobjov · Landi (stagiair) · Popov (stagiair) · Vitoerin (stagiair)